# 信義宗聖三一教堂 (曼哈頓)

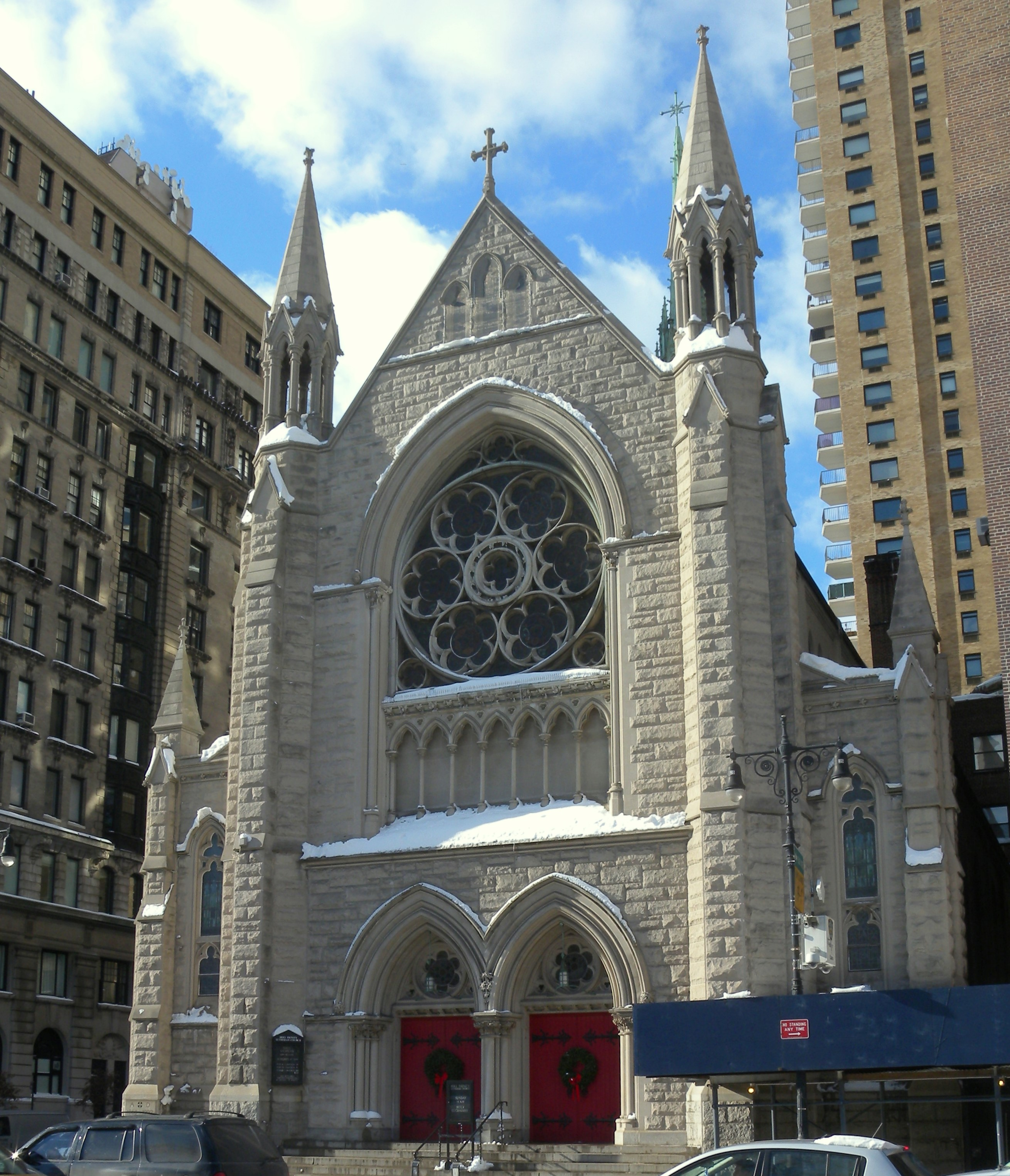

信義宗聖三一教堂（Holy Trinity Lutheran Church）是美國福音路德教會的一間教堂，位於美國紐約市曼哈頓上西城。這座教堂建於1868年，現在的教堂建築建於1902年至1904年。1990年，教堂被列入紐約市地標。

## 外部连结
- 维基共享资源上的相關多媒體資源：信義宗聖三一教堂
- Official website
- Organ history